# Tour Championship 2019
Die Coral Tour Championship 2019 war ein Snookerturnier der Main-Tour-Saison 2018/19. Sie wurde erstmals vom 19. bis 24. März 2019 in Llandudno in Wales ausgetragen.
Sieger wurde der Engländer Ronnie O’Sullivan, der im Finale Neil Robertson mit 13:11 bezwang. Dies war O’Sullivans 36. Sieg bei einem Weltranglistenturnier, dadurch zog er mit Rekordhalter Stephen Hendry gleich.
Mit dem Turnier gewann er auch den Coral Cup bestehend aus der Gesamtwertung von World Grand Prix, Players Championship und Tour Championship.

## Preisgeld
Die Preisgeldsumme von 375.000 £ verteilte sich wie folgt:
|                 | Preisgeld |
| --------------- | --------- |
| Sieger          | 150.000 £ |
| Finalist        | 60.000 £  |
| Halbfinalist    | 40.000 £  |
| Viertelfinalist | 20.000 £  |
| Höchstes Break  | 5.000 £   |
| Insgesamt       | 375.000 £ |

Der „Rolling 147 Prize“ für ein Maximum Break stand bei 15.000 £.

## Setzliste
Die Setzliste wurde basierend auf der Einjahresrangliste bis einschließlich der Gibraltar Open 2019 ermittelt.
| Rang | Spieler           | Gewinnsumme (£) |
| ---- | ----------------- | --------------- |
| 1    | Mark Allen        | 394.000         |
| 2    | Ronnie O’Sullivan | 353.500         |
| 3    | Judd Trump        | 307.000         |
| 4    | Neil Robertson    | 305.500         |
| 5    | Mark Selby        | 246.500         |
| 6    | Mark Williams     | 223.500         |
| 7    | Stuart Bingham    | 213.000         |
| 8    | Kyren Wilson      | 190.500         |

## Coral Cup
Ronnie O’Sullivan, der bei den drei Saisonturnieren mit Coral als Hauptsponsor die höchste Gesamtgewinnsumme erzielte, erhielt den Coral Cup.
| Spieler           | World Grand Prix | Players Championship | Tour Championship | Total   |
| ----------------- | ---------------- | -------------------- | ----------------- | ------- |
| Ronnie O’Sullivan | 5.000            | 125.000              | 150.000           | 280.000 |
| Judd Trump        | 100.000          | 30.000               | 40.000            | 170.000 |
| Neil Robertson    | 5.000            | 50.000               | 60.000            | 115.000 |
| Mark Allen        | 7.500            | 30.000               | 40.000            | 77.500  |
| Ali Carter        | 40.000           | 10.000               | 0                 | 50.000  |
| Stuart Bingham    | 7.500            | 15.000               | 20.000            | 42.500  |
| Mark Selby        | 12.500           | 10.000               | 20.000            | 42.500  |
| Kyren Wilson      | 12.500           | 10.000               | 20.000            | 42.500  |
| Mark Williams     | 5.000            | 15.000               | 20.000            | 40.000  |
| Barry Hawkins     | 20.000           | 10.000               | 0                 | 30.000  |

## Turnierplan
| Viertelfinale (Best of 17 Frames) 19./20. März | Viertelfinale (Best of 17 Frames) 19./20. März | Viertelfinale (Best of 17 Frames) 19./20. März |    |                   | Halbfinale (Best of 19 Frames) 21./22. März | Halbfinale (Best of 19 Frames) 21./22. März | Halbfinale (Best of 19 Frames) 21./22. März |  |  | Finale (Best of 25 Frames) 23./24. März | Finale (Best of 25 Frames) 23./24. März | Finale (Best of 25 Frames) 23./24. März |
|                                                |                                                |                                                |    |                   |                                             |                                             |                                             |  |  |                                         |                                         |                                         |
| 1                                              | Mark Allen                                     | 9                                              |    |                   |                                             |                                             |                                             |  |  |                                         |                                         |                                         |
| 8                                              | Kyren Wilson                                   | 7                                              |    |                   |                                             |                                             |                                             |  |  |                                         |                                         |                                         |
| 8                                              | Kyren Wilson                                   | 7                                              | 1  | Mark Allen        | 6                                           |                                             |                                             |  |  |                                         |                                         |                                         |
|                                                |                                                |                                                | 1  | Mark Allen        | 6                                           |                                             |                                             |  |  |                                         |                                         |                                         |
|                                                | 4                                              | Neil Robertson                                 | 10 |                   |                                             |                                             |                                             |  |  |                                         |                                         |                                         |
| 4                                              | 4                                              | Neil Robertson                                 | 10 | Neil Robertson    | 9                                           |                                             |                                             |  |  |                                         |                                         |                                         |
| 4                                              |                                                |                                                |    | Neil Robertson    | 9                                           |                                             |                                             |  |  |                                         |                                         |                                         |
| 5                                              | Mark Selby                                     | 8                                              |    |                   |                                             |                                             |                                             |  |  |                                         |                                         |                                         |
| 5                                              | Mark Selby                                     | 8                                              | 4  | Neil Robertson    | 11                                          |                                             |                                             |  |  |                                         |                                         |                                         |
|                                                |                                                |                                                |    | Neil Robertson    | 11                                          |                                             |                                             |  |  |                                         |                                         |                                         |
|                                                | 2                                              | Ronnie O’Sullivan                              | 13 |                   |                                             |                                             |                                             |  |  |                                         |                                         |                                         |
| 3                                              | 2                                              | Ronnie O’Sullivan                              | 13 | Judd Trump        | 9                                           |                                             |                                             |  |  |                                         |                                         |                                         |
| 3                                              |                                                |                                                |    | Judd Trump        | 9                                           |                                             |                                             |  |  |                                         |                                         |                                         |
| 6                                              | Mark Williams                                  | 8                                              |    |                   |                                             |                                             |                                             |  |  |                                         |                                         |                                         |
| 6                                              | Mark Williams                                  | 8                                              | 3  | Judd Trump        | 9                                           |                                             |                                             |  |  |                                         |                                         |                                         |
|                                                |                                                |                                                | 3  | Judd Trump        | 9                                           |                                             |                                             |  |  |                                         |                                         |                                         |
|                                                | 2                                              | Ronnie O’Sullivan                              | 10 |                   |                                             |                                             |                                             |  |  |                                         |                                         |                                         |
| 2                                              | 2                                              | Ronnie O’Sullivan                              | 10 | Ronnie O’Sullivan | 9                                           |                                             |                                             |  |  |                                         |                                         |                                         |
| 2                                              |                                                |                                                |    | Ronnie O’Sullivan | 9                                           |                                             |                                             |  |  |                                         |                                         |                                         |
| 7                                              | Stuart Bingham                                 | 3                                              |    |                   |                                             |                                             |                                             |  |  |                                         |                                         |                                         |

## Finale
| Finale: Best of 25 Frames Schiedsrichter/in: Greg Coniglio Venue Cymru, Llandudno, Wales, 23./24. März 2019 |                |                   |
| Neil Robertson | 11:13          | Ronnie O’Sullivan |
| Session 1: 69:6, 87:29 (50), 0:74 (74), 0:97 (97), 16:77 (71), 24:106 (67), 60:71 (Robertson 54), 65:35 Session 2: 17:100 (100), 60:49, 106:0 (106), 32:69 (55), 82:27, 0:89 (89), 61:7 (61), 68:7 Session 3: 5:129 (129), 62:36 (53), 0:95, 77:10, 30:80, 4:91 (55), 73:20, 35:89 (89) |                |                   |
| 106 | Höchstes Break | 129               |
| 1 | Century-Breaks | 2                 |
| 5 | 50+-Breaks     | 10                |

## Century-Breaks
Sechs Spieler haben 22 Century-Breaks gespielt. Das höchste Break spielte Neil Robertson. Die meisten Century-Breaks gelangen Ronnie O’Sullivan.
| Neil Robertson    | 135, 110, 106 (3×), 101                |
| Ronnie O’Sullivan | 134, 130, 129, 121, 113, 111, 100 (2×) |
| Mark Selby        | 123, 117, 103                          |
| Mark Allen        | 123, 105, 103                          |
| Mark Williams     | 103                                    |
| Judd Trump        | 100                                    |